# Anas
Anas és un gènere d'ànecs de superfície o anatins (Anatinae). De vegades s'han classificat en una sèrie de subgèneres que algunes autoritats consideren autèntics gèneres.

## Sistemàtica
La filogènia d'aquest gènere és una de les més confuses de totes les aus. La investigació es veu dificultada pel fet que la separació dels dos principals grups d'Anas (el del collverd i el dels xarxets) va ocórrer en una època molt propera, cap al final del Plistocè mitjà. A més, la freqüent hibridació pot haver tingut un paper important en l'evolució d'Anas, ja que es produeixen híbrids amb capacitat reproductiva, no soles entre individus del mateix subgènere, sinó entre subgèneres diferents. Això fa difícil establir les relacions entre espècies mitjançant l'estudi de seqüències d'ADNmt.

### Taxonomia
La següent classificació en subgèneres, està basada en dades morfològics, moleculars i del comportament.

Més recentment, aquest gènere ha estat separat en quatre: Sibirionetta (Boetticher, 1929)), Spatula (Boie 1822), Mareca (Stephens), 1824 i Anas (sensu stricto); arran els treballs de Gonzalez et al. 2009
- Subgènere Sibirionetta (considerat avui un gènere).
  - Xarxet del Baikal (Anas formosa) o (Sibirionetta formosa).
- Subgènere Querquedula (avui inclòs en el gènere Spatula)
  - Xarrasclet (Anas querquedula) o (Spatula querquedula).
- Subgènere Punanetta (avui inclòs en el gènere Spatula)
  - Xarxet encaputxat (Anas versicolor) o (Spatula versicolor).
  - Xarxet de la puna (Anas puna) o (Spatula puna).
  - Xarxet hotentot (Anas hottentota) o (Spatula hottentota).
- Subgènere Spatula (considerat avui un gènere)
  - Xarxet alablau (Anas discors) o (Spatula discors).
  - Xarxet canyella (Anas cyanoptera) o (Spatula cyanoptera).
  - Ànec cullerot sud-americà (Anas platalea) o (Spatula platalea).
  - Ànec cullerot sud-africà (Anas smithii) o (Spatula smithii).
  - Ànec cullerot australià (Anas rhynchotis) o (Spatula rhynchotis).
  - Ànec cullerot comú (Anas clypeata) o (Spatula clypeata).

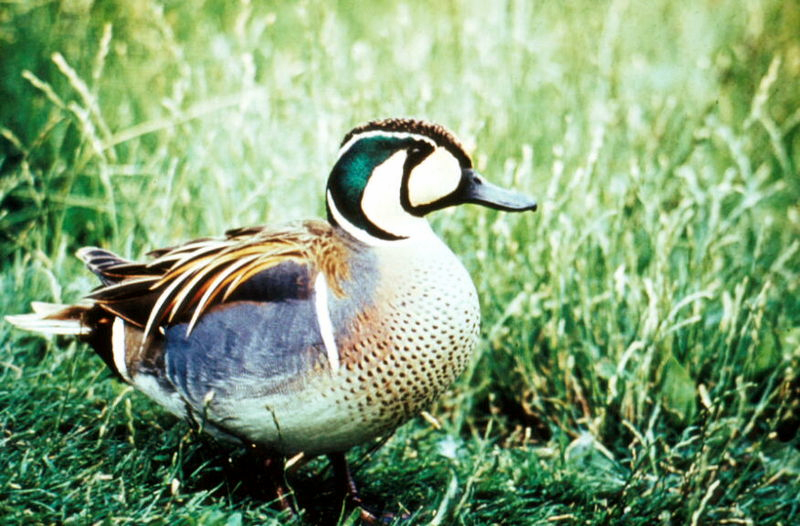
Xarxet del Baikal mascle (Anas formosa)

- Subgènere Mareca (considerat avui un gènere)
  - Ànec xiulador eurasiàtic (Anas penelope) o (Mareca penelope).
  - Ànec xiulador nord-americà (Anas americana) o (Mareca americana).
  - Ànec xiulador sud-americà (Anas sibilatrix) o (Mareca sibilatrix).
- Subgènere Chaulelasmus
  - Ànec griset (Anas strepera) o (Mareca strepera).
- Subgènere Eunetta
  - Xarxet falçat (Anas falcata) o (Mareca falcata)
- Subgènere Dafila
  - Ànec cuallarg (Anas acuta).
  - Ànec d'Eaton (Anas eatoni).
  - Ànec cuapunxegut (Anas georgica).
  - Ànec de les Bahames (Anas bahamensis).
  - Ànec becvermell (Anas erythrorhyncha).
  - Xarxet del Cap (Anas capensis).

- Subgènere Nettion 

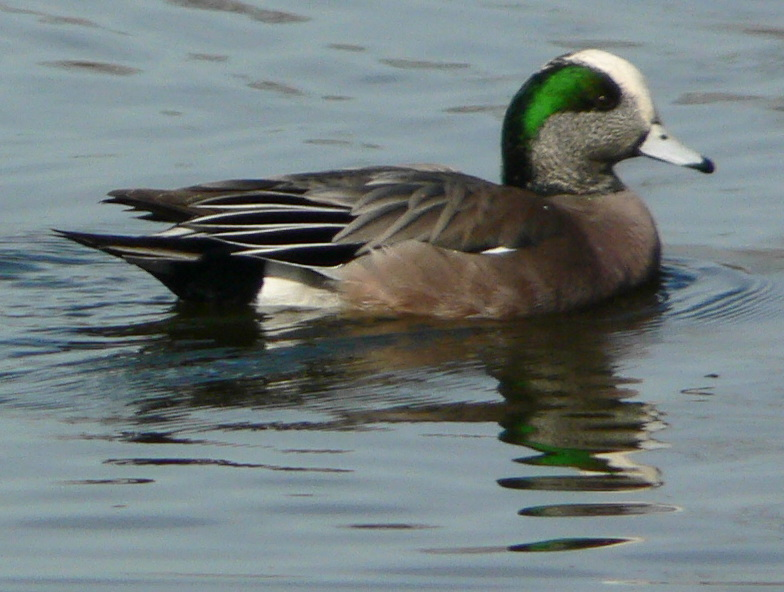
Mascle d'ànec xiulador americà, Anas americana

  - Xarxet de Madagascar (Anas bernieri).
  - Xarxet de les Andaman (Anas albogularis).
  - Xarxet de front boterut (Anas gibberifrons).
  - Xarxet gris (Anas gracilis).
  - Xarxet castany (Anas castanea).
  - Xarxet comú (Anas crecca).
  - Xarxet becgroc (Anas flavirostris).
  - Xarxet andí (Anas andium).
  - Xarxet de les Auckland (Anas aucklandica).
  - Xarxet de Nova Zelanda (Anas chlorotis).
  - Xarxet de l'illa de Campbell (Anas nesiotis).
- Subgènere Melananas
  - Ànec negre africà (Anas sparsa).

- Subgènere Anas 
  - Ànec de Meller (Anas melleri)
  - Ànec becgroc (Anas undulata).
  - Ànec bru (Anas fulvigula).
  - Ànec negrós (Anas rubripes).

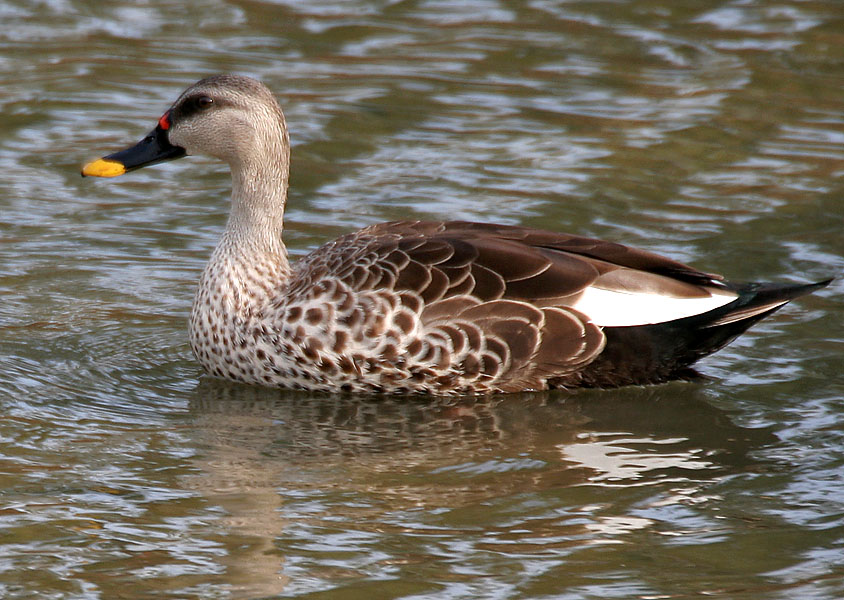
Ànec becpintat, (Anas poecilorhyncha)

  - Ànec de les Hawaii (Anas wyvilliana).
  - Ànec de les Filipines (Anas luzonica).
  - Ànec de Laysan (Anas laysanensis).
  - Ànec cellut (Anas superciliosa).
  - Ànec collverd (Anas platyrhynchos).
  - Ànec becpintat de l'Índia (Anas poecilorhyncha).
  - Ànec becpintat de la Xina (Anas zonorhyncha).

S'han descrit també dues espècies extintes en època històrica:
- ànec de l'illa d'Amsterdam (Anas marecula).
- ànec de l'illa de Maurici (Anas theodori).